# Sledy na snegu
Sledy na snegu (Следы на снегу) è un film del 1955 diretto da Adol'f Solomonovič Bergunker.